# Aldo Simoncini
Aldo Junior Simoncini (Città di San Marino, 30 agosto 1986) è un calciatore sammarinese, portiere del Cosmos.

## Biografia
Ha un fratello gemello, Davide Simoncini, anch'egli calciatore. L'11 dicembre 2005 è rimasto vittima di un incidente automobilistico nel quale si è rotto le ossa del bacino e del gomito sinistro, rischiando la vita e restando quattro mesi fermo.

## Carriera

### Club
Il 13 luglio 2009 rescinde l'accordo che lo legava al San Marino, firmando un contratto annuale con il Bellaria, in Lega Pro Seconda Divisione. Il 14 gennaio 2011 viene tesserato dal Cesena, in Serie A, per fare il terzo portiere. Il 10 gennaio 2012 passa in prestito alla Valenzana, in Lega Pro Seconda Divisione.
A febbraio rescinde il contratto con la Valenzana, accordandosi con la Libertas, formazione impegnata nel campionato sammarinese. Il 12 luglio 2012 esordisce nelle competizioni europee in Libertas-Renova (0-4), incontro preliminare valido per l'accesso alla fase a gironi di UEFA Europa League.
Il 22 giugno 2018 viene ingaggiato dal Tre Fiori.
Il 30 giugno 2022 viene tesserato dal Cosmos.

### Nazionale
Esordisce in nazionale il 16 agosto 2006 in un'amichevole disputata allo Stadio Olimpico di Serravalle contro l'Albania (0-3 per gli ospiti). Il 6 settembre 2006 subisce 13 reti nella sconfitta interna rimediata contro la Germania – 0-13 il risultato finale, peggior sconfitta registrata nella storia dei Titani – valida per le qualificazioni alla fase finale degli Europei 2008.
Il 15 novembre 2014 la nazionale pareggia contro l'Estonia in casa (la partita, grazie anche ai suoi interventi, termina 0-0), in una sfida di qualificazione agli Europei 2016, ottenendo il primo punto della sua storia nelle qualificazioni agli Europei.
Il 6 febbraio 2024 annuncia l'addio alla nazionale.

## Statistiche

### Presenze e reti nei club
Statistiche aggiornate al 4 febbraio 2024.
| Stagione                    | Squadra                     | Campionato                  | Campionato | Campionato | Coppe nazionali | Coppe nazionali | Coppe nazionali | Coppe continentali | Coppe continentali | Coppe continentali | Altre coppe | Altre coppe | Altre coppe | Totale | Totale |
| Stagione                    | Squadra                     | Comp                        | Pres       | Reti       | Comp            | Pres            | Reti            | Comp               | Pres               | Reti               | Comp        | Pres        | Reti        | Pres   | Reti   |
| --------------------------- | --------------------------- | --------------------------- | ---------- | ---------- | --------------- | --------------- | --------------- | ------------------ | ------------------ | ------------------ | ----------- | ----------- | ----------- | ------ | ------ |
| 2004-2005                   | Modena                      | B                           | 0          | 0          | CI              | 0               | 0               | -                  | -                  | -                  | -           | -           | -           | 0      | 0      |
| 2005-2006                   | Riccione                    | D                           | 15         | -14        | CI-D            | 0               | 0               | -                  | -                  | -                  | -           | -           | -           | 15     | -14    |
| 2006-2007                   | San Marino                  | C1                          | 1          | -3         | CI-C            | 0               | 0               | -                  | -                  | -                  | -           | -           | -           | 1      | -3     |
| 2007-2008                   | San Marino                  | C2                          | 2          | -4         | CI-C            | 8               | -7              | -                  | -                  | -                  | -           | -           | -           | 10     | -11    |
| 2008-2009                   | San Marino                  | 2D                          | 0          | 0          | CI-LP           | 0               | 0               | -                  | -                  | -                  | -           | -           | -           | 0      | 0      |
| Totale San Marino           | Totale San Marino           | Totale San Marino           | 3          | -7         |                 | 8               | -7              |                    | -                  | -                  |             | -           | -           | 11     | -14    |
| 2009-2010                   | Bellaria                    | 2D                          | 32+2       | -35 + -1   | CI-LP           | 1               | 0               | -                  | -                  | -                  | -           | -           | -           | 35     | -36    |
| 2010-gen. 2011              | Bellaria                    | 2D                          | 13         | -11        | CI-LP           | 0               | 0               | -                  | -                  | -                  | -           | -           | -           | 13     | -11    |
| Totale Bellaria Igea Marina | Totale Bellaria Igea Marina | Totale Bellaria Igea Marina | 45+2       | -46 + -1   |                 | 1               | 0               |                    | -                  | -                  |             | -           | -           | 48     | -47    |
| gen.-giu. 2011              | Cesena                      | A                           | 0          | 0          | CI              | -               | -               | -                  | -                  | -                  | -           | -           | -           | 0      | 0      |
| 2011-gen. 2012              | Cesena                      | A                           | 0          | 0          | CI              | 0               | 0               | -                  | -                  | -                  | -           | -           | -           | 0      | 0      |
| Totale Cesena               | Totale Cesena               | Totale Cesena               | 0          | 0          |                 | 0               | 0               |                    | -                  | -                  |             | -           | -           | 0      | 0      |
| gen.-feb. 2012              | Valenzana                   | 2D                          | 0          | 0          | CI-LP           | -               | -               | -                  | -                  | -                  | -           | -           | -           | 0      | 0      |
| feb.-giu. 2012              | Libertas                    | CS                          | 10+3       | -9 + -3    | CT              | 1               | -4              | -                  | -                  | -                  | -           | -           | -           | 14     | -16    |
| 2012-2013                   | Libertas                    | CS                          | 17+3       | -12        | CT              | 1               | -1              | UEL                | 1                  | -4                 | -           | -           | -           | 22     | -17    |
| 2013-2014                   | Libertas                    | CS                          | 11         | -7         | CT              | 8               | -5              | UEL                | 2                  | -3                 | -           | -           | -           | 21     | -15    |
| 2014-2015                   | Libertas                    | CS                          | 21         | -16        | CT              | 7               | -7              | UEL                | 2                  | -6                 | SM          | 1           | -3          | 31     | -32    |
| 2015-2016                   | Libertas                    | CS                          | 19         | -25        | CT              | 4               | -2              | -                  | -                  | -                  | -           | -           | -           | 23     | -27    |
| 2016-2017                   | Libertas                    | CS                          | 15+2       | -8 + -3    | CT              | 1               | 0               | -                  | -                  | -                  | -           | -           | -           | 18     | -11    |
| 2017-2018                   | Libertas                    | CS                          | 14+3       | -8 + -3    | CT              | 2               | -3              | -                  | -                  | -                  | -           | -           | -           | 19     | -14    |
| Totale Libertas             | Totale Libertas             | Totale Libertas             | 118        | -94        |                 | 24              | -22             |                    | 5                  | -13                |             | 1           | -3          | 148    | -132   |
| 2018-2019                   | Tre Fiori                   | CS                          | 17+5       | -25 + -5   | CT              | 5               | -2              | UEL                | 0                  | 0                  | -           | -           | -           | 27     | -32    |
| 2019-2020                   | Tre Fiori                   | CS                          | 15         | -18        | CT              | 2               | -2              | UEL                | 2                  | -9                 | SM          | 1           | -1          | 20     | -30    |
| 2020-2021                   | Tre Fiori                   | CS                          | 9+1        | -6 + -2    | CT              | 5               | -2              | UCL+UEL            | 1+1                | -2 + -1            | -           | -           | -           | 17     | -13    |
| 2021-2022                   | Tre Fiori                   | CS                          | 23+3       | -25 + -3   | CT              | 7               | -6              | -                  | -                  | -                  | -           | -           | -           | 33     | -34    |
| Totale Tre Fiori            | Totale Tre Fiori            | Totale Tre Fiori            | 73         | -84        |                 | 19              | -12             |                    | 4                  | -12                |             | 1           | -1          | 97     | -109   |
| 2022-2023                   | Cosmos                      | CS                          | 28+5       | -13 + -2   | CT              | 2               | -2              | -                  | -                  | -                  | -           | -           | -           | 35     | -17    |
| 2023-2024                   | Cosmos                      | CS                          | 16         | -15        | CT              | 2               | -3              | UECL               | 2                  | -2                 | -           | -           | -           | 20     | -20    |
| Totale Cosmos               | Totale Cosmos               | Totale Cosmos               | 49         | -30        |                 | 4               | -5              |                    | 2                  | -2                 |             | -           | -           | 55     | -37    |
| Totale carriera             | Totale carriera             | Totale carriera             | 305        | -276       |                 | 56              | -46             |                    | 11                 | -27                |             | 2           | -4          | 374    | -353   |

### Cronologia presenze e reti in nazionale
| Cronologia completa delle presenze e delle reti in nazionale ― San Marino | Cronologia completa delle presenze e delle reti in nazionale ― San Marino | Cronologia completa delle presenze e delle reti in nazionale ― San Marino | Cronologia completa delle presenze e delle reti in nazionale ― San Marino | Cronologia completa delle presenze e delle reti in nazionale ― San Marino | Cronologia completa delle presenze e delle reti in nazionale ― San Marino | Cronologia completa delle presenze e delle reti in nazionale ― San Marino | Cronologia completa delle presenze e delle reti in nazionale ― San Marino |
| Data                                                                      | Città                                                                     | In casa                                                                   | Risultato                                                                 | Ospiti                                                                    | Competizione                                                              | Reti                                                                      | Note                                                                      |
| ------------------------------------------------------------------------- | ------------------------------------------------------------------------- | ------------------------------------------------------------------------- | ------------------------------------------------------------------------- | ------------------------------------------------------------------------- | ------------------------------------------------------------------------- | ------------------------------------------------------------------------- | ------------------------------------------------------------------------- |
| 16-8-2006                                                                 | Serravalle                                                                | San Marino                                                                | 0 – 3                                                                     | Albania                                                                   | Amichevole                                                                | -3                                                                        |                                                                           |
| 6-9-2006                                                                  | Serravalle                                                                | San Marino                                                                | 0 – 13                                                                    | Germania                                                                  | Qual. Euro 2008                                                           | -13                                                                       |                                                                           |
| 7-2-2007                                                                  | Serravalle                                                                | San Marino                                                                | 1 – 2                                                                     | Irlanda                                                                   | Qual. Euro 2008                                                           | -2                                                                        |                                                                           |
| 28-3-2007                                                                 | Cardiff                                                                   | Galles                                                                    | 3 – 0                                                                     | San Marino                                                                | Qual. Euro 2008                                                           | -3                                                                        |                                                                           |
| 2-6-2007                                                                  | Norimberga                                                                | Germania                                                                  | 6 – 0                                                                     | San Marino                                                                | Qual. Euro 2008                                                           | -6                                                                        |                                                                           |
| 22-8-2007                                                                 | Serravalle                                                                | San Marino                                                                | 0 – 1                                                                     | Cipro                                                                     | Qual. Euro 2008                                                           | -1                                                                        |                                                                           |
| 8-9-2007                                                                  | Serravalle                                                                | San Marino                                                                | 0 – 3                                                                     | Rep. Ceca                                                                 | Qual. Euro 2008                                                           | -3                                                                        |                                                                           |
| 17-10-2007                                                                | Serravalle                                                                | San Marino                                                                | 1 – 2                                                                     | Galles                                                                    | Qual. Euro 2008                                                           | -2                                                                        |                                                                           |
| 10-9-2008                                                                 | Serravalle                                                                | San Marino                                                                | 0 – 2                                                                     | Polonia                                                                   | Qual. Mondiali 2010                                                       | -2                                                                        | 73’                                                                       |
| 11-10-2008                                                                | Serravalle                                                                | San Marino                                                                | 1 – 3                                                                     | Slovacchia                                                                | Qual. Mondiali 2010                                                       | -3                                                                        |                                                                           |
| 19-11-2008                                                                | Serravalle                                                                | San Marino                                                                | 0 – 3                                                                     | Rep. Ceca                                                                 | Qual. Mondiali 2010                                                       | -3                                                                        |                                                                           |
| 6-6-2009                                                                  | Bratislava                                                                | Slovacchia                                                                | 7 – 0                                                                     | San Marino                                                                | Qual. Mondiali 2010                                                       | -7                                                                        |                                                                           |
| 12-8-2009                                                                 | Maribor                                                                   | Slovenia                                                                  | 5 – 0                                                                     | San Marino                                                                | Qual. Mondiali 2010                                                       | -5                                                                        | 55’                                                                       |
| 9-9-2009                                                                  | Uherské Hradiště                                                          | Rep. Ceca                                                                 | 7 – 0                                                                     | San Marino                                                                | Qual. Mondiali 2010                                                       | -7                                                                        |                                                                           |
| 14-10-2009                                                                | Serravalle                                                                | San Marino                                                                | 0 – 3                                                                     | Slovenia                                                                  | Qual. Mondiali 2010                                                       | -3                                                                        |                                                                           |
| 3-9-2010                                                                  | Serravalle                                                                | San Marino                                                                | 0 – 5                                                                     | Paesi Bassi                                                               | Qual. Euro 2012                                                           | -5                                                                        |                                                                           |
| 7-9-2010                                                                  | Malmö                                                                     | Svezia                                                                    | 6 – 0                                                                     | San Marino                                                                | Qual. Euro 2012                                                           | -6                                                                        |                                                                           |
| 8-10-2010                                                                 | Budapest                                                                  | Ungheria                                                                  | 8 – 0                                                                     | San Marino                                                                | Qual. Euro 2012                                                           | -8                                                                        |                                                                           |
| 12-10-2010                                                                | Serravalle                                                                | San Marino                                                                | 0 – 2                                                                     | Moldavia                                                                  | Qual. Euro 2012                                                           | -2                                                                        |                                                                           |
| 17-11-2010                                                                | Helsinki                                                                  | Finlandia                                                                 | 8 – 0                                                                     | San Marino                                                                | Qual. Euro 2012                                                           | -8                                                                        |                                                                           |
| 9-2-2011                                                                  | Serravalle                                                                | San Marino                                                                | 0 – 1                                                                     | Liechtenstein                                                             | Amichevole                                                                | -1                                                                        |                                                                           |
| 3-6-2011                                                                  | Serravalle                                                                | San Marino                                                                | 0 – 1                                                                     | Finlandia                                                                 | Qual. Euro 2012                                                           | -1                                                                        |                                                                           |
| 7-6-2011                                                                  | Serravalle                                                                | San Marino                                                                | 0 – 3                                                                     | Ungheria                                                                  | Qual. Euro 2012                                                           | -3                                                                        | 41’                                                                       |
| 10-8-2011                                                                 | Serravalle                                                                | San Marino                                                                | 0 – 1                                                                     | Romania                                                                   | Amichevole                                                                | -1                                                                        |                                                                           |
| 2-9-2011                                                                  | Eindhoven                                                                 | Paesi Bassi                                                               | 11 – 0                                                                    | San Marino                                                                | Qual. Euro 2012                                                           | -11                                                                       |                                                                           |
| 10-11-2011                                                                | Chișinău                                                                  | Moldavia                                                                  | 4 – 0                                                                     | San Marino                                                                | Qual. Euro 2012                                                           | -4                                                                        |                                                                           |
| 14-8-2012                                                                 | Serravalle                                                                | San Marino                                                                | 2 – 3                                                                     | Malta                                                                     | Qual. Euro 2012                                                           | -2                                                                        | 46’                                                                       |
| 11-9-2012                                                                 | Serravalle                                                                | San Marino                                                                | 0 – 6                                                                     | Montenegro                                                                | Qual. Mondiali 2014                                                       | -6                                                                        |                                                                           |
| 12-10-2012                                                                | Londra                                                                    | Inghilterra                                                               | 5 – 0                                                                     | San Marino                                                                | Qual. Mondiali 2014                                                       | -5                                                                        | 34’                                                                       |
| 16-10-2012                                                                | Serravalle                                                                | San Marino                                                                | 0 – 2                                                                     | Moldavia                                                                  | Qual. Mondiali 2014                                                       | -2                                                                        |                                                                           |
| 14-11-2012                                                                | Podgorica                                                                 | Montenegro                                                                | 3 – 0                                                                     | San Marino                                                                | Qual. Mondiali 2014                                                       | -3                                                                        |                                                                           |
| 22-3-2013                                                                 | Serravalle                                                                | San Marino                                                                | 0 – 8                                                                     | Inghilterra                                                               | Qual. Mondiali 2014                                                       | -8                                                                        |                                                                           |
| 26-3-2013                                                                 | Varsavia                                                                  | Polonia                                                                   | 5 – 0                                                                     | San Marino                                                                | Qual. Mondiali 2014                                                       | -5                                                                        |                                                                           |
| 31-5-2013                                                                 | Bologna                                                                   | Italia                                                                    | 4 – 0                                                                     | San Marino                                                                | Amichevole                                                                | -2                                                                        | 46’                                                                       |
| 10-9-2013                                                                 | Serravalle                                                                | San Marino                                                                | 1 – 5                                                                     | Polonia                                                                   | Qual. Mondiali 2014                                                       | -5                                                                        |                                                                           |
| 11-10-2013                                                                | Chișinău                                                                  | Moldavia                                                                  | 3 – 0                                                                     | San Marino                                                                | Qual. Mondiali 2014                                                       | -3                                                                        |                                                                           |
| 15-10-2013                                                                | Serravalle                                                                | San Marino                                                                | 0 – 8                                                                     | Ucraina                                                                   | Qual. Mondiali 2014                                                       | -8                                                                        |                                                                           |
| 8-6-2014                                                                  | Serravalle                                                                | San Marino                                                                | 0 – 3                                                                     | Albania                                                                   | Amichevole                                                                | -3                                                                        |                                                                           |
| 8-9-2014                                                                  | Serravalle                                                                | San Marino                                                                | 0 – 2                                                                     | Lituania                                                                  | Qual. Euro 2016                                                           | -2                                                                        |                                                                           |
| 9-10-2014                                                                 | Londra                                                                    | Inghilterra                                                               | 5 – 0                                                                     | San Marino                                                                | Qual. Euro 2016                                                           | -5                                                                        |                                                                           |
| 14-10-2014                                                                | Serravalle                                                                | San Marino                                                                | 0 – 4                                                                     | Svizzera                                                                  | Qual. Euro 2016                                                           | -4                                                                        |                                                                           |
| 15-11-2014                                                                | Serravalle                                                                | San Marino                                                                | 0 – 0                                                                     | Estonia                                                                   | Qual. Euro 2016                                                           | -                                                                         |                                                                           |
| 31-3-2015                                                                 | Eschen                                                                    | Liechtenstein                                                             | 1 – 0                                                                     | San Marino                                                                | Amichevole                                                                | -1                                                                        |                                                                           |
| 14-6-2015                                                                 | Tallinn                                                                   | Estonia                                                                   | 2 – 0                                                                     | San Marino                                                                | Qual. Euro 2016                                                           | -2                                                                        |                                                                           |
| 5-9-2015                                                                  | Serravalle                                                                | San Marino                                                                | 0 – 6                                                                     | Inghilterra                                                               | Qual. Euro 2016                                                           | -6                                                                        |                                                                           |
| 9-10-2015                                                                 | San Gallo                                                                 | Svizzera                                                                  | 7 – 0                                                                     | San Marino                                                                | Qual. Euro 2016                                                           | -7                                                                        |                                                                           |
| 12-10-2015                                                                | Serravalle                                                                | San Marino                                                                | 0 – 2                                                                     | Slovenia                                                                  | Qual. Euro 2016                                                           | -2                                                                        |                                                                           |
| 4-6-2016                                                                  | Fiume                                                                     | Croazia                                                                   | 10 – 0                                                                    | San Marino                                                                | Amichevole                                                                | -7                                                                        | 54’                                                                       |
| 4-9-2016                                                                  | Serravalle                                                                | San Marino                                                                | 0 – 1                                                                     | Azerbaigian                                                               | Qual. Mondiali 2018                                                       | -1                                                                        |                                                                           |
| 8-10-2016                                                                 | Belfast                                                                   | Irlanda del Nord                                                          | 4 – 0                                                                     | San Marino                                                                | Qual. Mondiali 2018                                                       | -4                                                                        |                                                                           |
| 11-10-2016                                                                | Oslo                                                                      | Norvegia                                                                  | 4 – 1                                                                     | San Marino                                                                | Qual. Mondiali 2018                                                       | -4                                                                        |                                                                           |
| 11-11-2016                                                                | Serravalle                                                                | San Marino                                                                | 0 – 8                                                                     | Germania                                                                  | Qual. Mondiali 2018                                                       | -8                                                                        |                                                                           |
| 22-2-2017                                                                 | Serravalle                                                                | San Marino                                                                | 0 – 2                                                                     | Andorra                                                                   | Amichevole                                                                | -1                                                                        | 46’                                                                       |
| 19-3-2017                                                                 | Serravalle                                                                | San Marino                                                                | 0 – 2                                                                     | Moldavia                                                                  | Amichevole                                                                | -1                                                                        | 46’                                                                       |
| 26-3-2017                                                                 | Serravalle                                                                | San Marino                                                                | 0 – 6                                                                     | Rep. Ceca                                                                 | Qual. Mondiali 2018                                                       | -6                                                                        |                                                                           |
| 1-9-2017                                                                  | Serravalle                                                                | San Marino                                                                | 0 – 3                                                                     | Irlanda del Nord                                                          | Qual. Mondiali 2018                                                       | -3                                                                        |                                                                           |
| 4-9-2017                                                                  | Baku                                                                      | Azerbaigian                                                               | 5 – 1                                                                     | San Marino                                                                | Qual. Mondiali 2018                                                       | -5                                                                        | Cap.                                                                      |
| 5-10-2017                                                                 | Serravalle                                                                | San Marino                                                                | 0 – 8                                                                     | Norvegia                                                                  | Qual. Mondiali 2018                                                       | -8                                                                        |                                                                           |
| 8-10-2017                                                                 | Plzeň                                                                     | Rep. Ceca                                                                 | 5 – 0                                                                     | San Marino                                                                | Qual. Mondiali 2018                                                       | -5                                                                        |                                                                           |
| 13-10-2019                                                                | Glasgow                                                                   | Scozia                                                                    | 6 – 0                                                                     | San Marino                                                                | Qual. Euro 2020                                                           | -6                                                                        |                                                                           |
| 19-11-2019                                                                | Serravalle                                                                | San Marino                                                                | 0 – 5                                                                     | Russia                                                                    | Qual. Euro 2020                                                           | -5                                                                        |                                                                           |
| 9-6-2022                                                                  | Serravalle                                                                | San Marino                                                                | 0 – 1                                                                     | Islanda                                                                   | Amichevole                                                                | -1                                                                        |                                                                           |
| 20-11-2022                                                                | Gros Islet                                                                | Saint Lucia                                                               | 1 – 0                                                                     | San Marino                                                                | Amichevole                                                                | -1                                                                        |                                                                           |
| 20-11-2023                                                                | Serravalle                                                                | San Marino                                                                | 1 – 2                                                                     | Finlandia                                                                 | Qual. Euro 2024                                                           | -2                                                                        |                                                                           |
| Totale                                                                    |                                                                           | Presenze (7º posto)                                                       | 64                                                                        |                                                                           | Reti                                                                      | -262                                                                      |                                                                           |

## Palmarès

### Club

#### Competizioni nazionali
- Coppa Titano: 3

Libertas: 2013-2014
Tre Fiori: 2018-2019, 2021-2022
- Supercoppa di San Marino: 2

Libertas: 2014
Tre Fiori: 2019
- Campionato sammarinese: 1

Tre Fiori: 2019-2020

### Individuale
- Golden Boy: 2

2005, 2007
- Pallone di Cristallo: 1

2013